# 内外放送
内外放送（ないがいほうそう）は、基幹放送の一種である。

## 定義
放送法第2条第12号に「国内及び外国において受信されることを目的とする放送」と定義している。
総務省令基幹放送局の開設の根本的基準第2条第7号にも同様に定義しており、放送法施行規則別表第5号第1国内放送等の基幹放送の区分(5)にも区分されている。

## 開設の基準
実施する基幹放送局を開設するときの基準は、基幹放送局の開設の根本的基準第4条の3により準用される第3条第1項第1号及び第2号の条件を満たすものでなければならない。 
1. その局の免許を受けようとする者（以下「申請者」という。）が確実にその事業の計画を実施することができること。
2. 申請者が設立中の法人であるときは、当該法人の設立が確実であると認められるものであること。

## 実際
受託内外放送が平成6年法律第74号による放送法改正で第2条第2号の2の3に「他人の委託により、その放送番組を国内及び外国において受信されることを目的としてそのまま送信する放送であつて、人工衛星の無線局により行われるもの」と定義され、1994年（平成6年）12月1日施行された。
内外放送の前身である。
促音の表記は原文ママ
これは、人工衛星を介して国内及び外国へのテレビジョン放送を日本放送協会(NHK)以外の事業者、すなわち民間放送事業者（民放）が実施することを想定していたもので、日本国内外に同時に放送することにより収益を確保しようともくろんだもの

である。だが受託協会国際放送（同時に定義されたNHKが実施する衛星国際放送のことで、具体的にはNHKワールドTVのこと）相当の放送を民放が担うのは難しく、制度廃止までに参入する事例は無かった。
平成22年法律第65号による放送法改正が2011年（平成23年）6月30日施行され、受託内外放送にかわり上記のとおり内外放送が定義された。これは、地上波か衛星波か、ラジオ放送かテレビジョン放送か等を問わず民放が実施するものを想定している。しかし、告示基幹放送普及計画には、第1 基幹放送の計画的な普及及び健全な発達を図るための基本的事項第1項基幹放送を国民に最大限に普及させるための指針に(2)内外放送の普及として「放送を通じた国際的な文化交流及び相互理解の増進が図られるように、具体的な需要を踏まえつつその普及を図ることとする。」とあるのみである。告示基幹放送用周波数使用計画においても、第1 総則第12項に「内外放送を行う基幹放送局の周波数等は、その円滑な実施を確保するため必要な事項を勘案して個別に定めるものとする。なお、3.6GHzから4.2GHzまでの周波数を使用する内外放送については、優先的に割り当てられる他の無線通信業務の局の運用により、継続的かつ良好な受信状況を確保できない場合がある。」として具体的な周波数の割当てにも言及していない。
このため、「具体的な需要」が見込めず周波数によっては放送事業に必ずしも優先されるものでもないとあって参入する事例は無い。